# Hajkmeer
Het Hajkmeer (Ethiopisch schrift: ሐይቅ hāyḳ, Amhaars voor "meer") is een meer in de regio Amhara in het noorden van Ethiopië. Het ligt 2 km ten oosten van Hajk en 20 km ten noorden van Dessie. Het meer is 6,7 km lang en 6 km breed en heeft een oppervlakte van 23 km².
Op een schiereiland op de westelijke oever van het meer ligt het klooster Hajk Istafanos, gebouwd in de 13e eeuw rond een kerk uit de 8e eeuw.